# Jeritasardakan
Jeritasardakan (Armeens: Երիտասարդական) is een metrostation in de Armeense hoofdstad Jerevan. De naam betekent letterlijk "jeugd" in het Armeens, verwijzend naar de grote groep scholen en universiteiten in de omgeving van het station.
Het ondergronds metrostation was een van de eerste vier metrostations op Lijn 1 van de metro van Jerevan. De bouw van de metrolijn werd gestart in 1972 en het eerste segment van 7,6 kilometer werd geopend op 7 maart 1981. Het is wegens de vele scholen in de buurt het drukst bezochte metrostation van Jerevan.
Het metrostation is gelegen aan de Isahakyanstraat in het Jeritasardakanpark (of Jeugdpark) in het district Kentron. In het metrostation bevindt zich een ondergronds commercieel centrum (met een totale oppervlakte van 400 m²) met onder andere cafés en de treinloketten.

## Fotogalerij

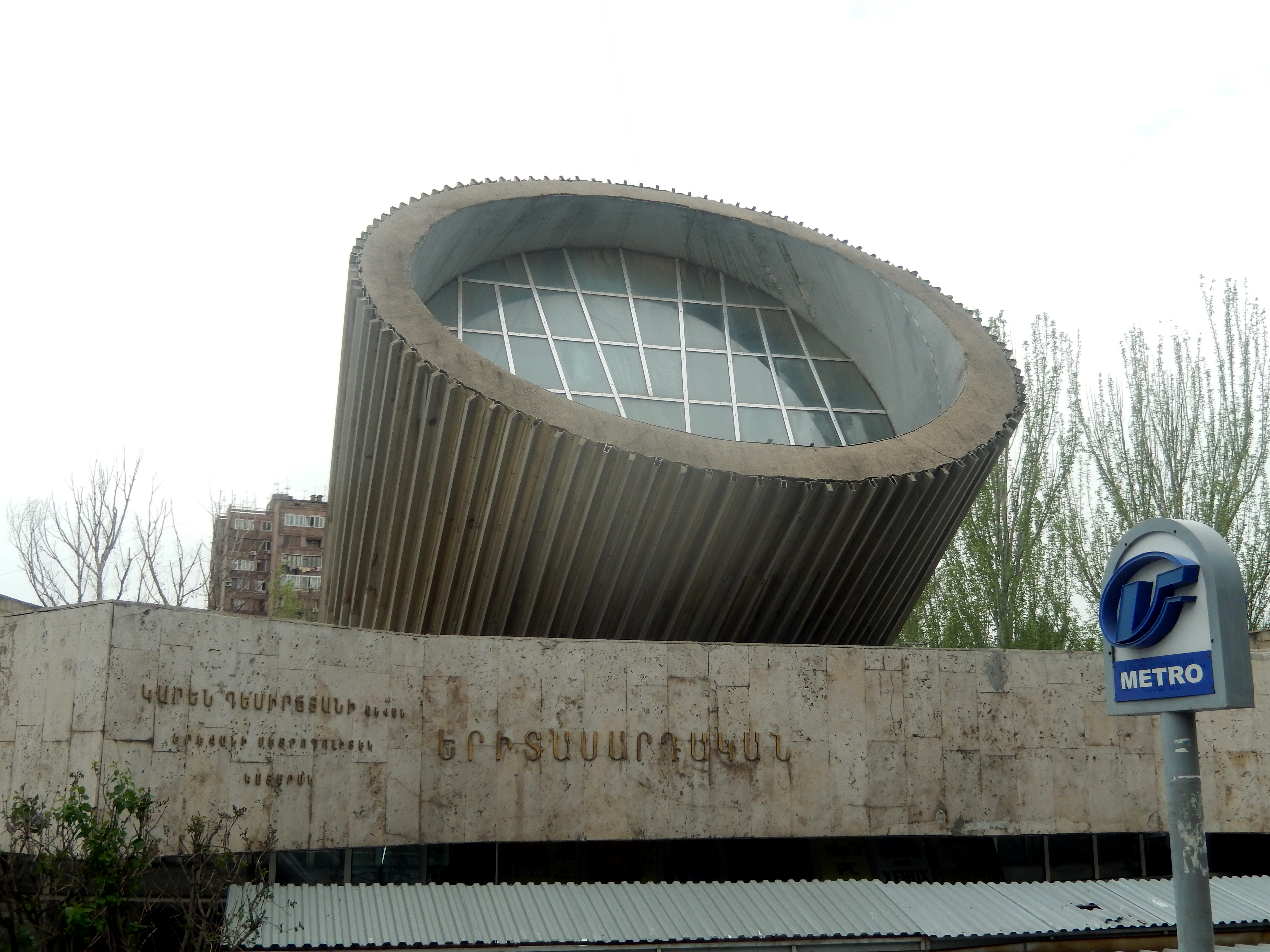
Buitenzijde metrostation
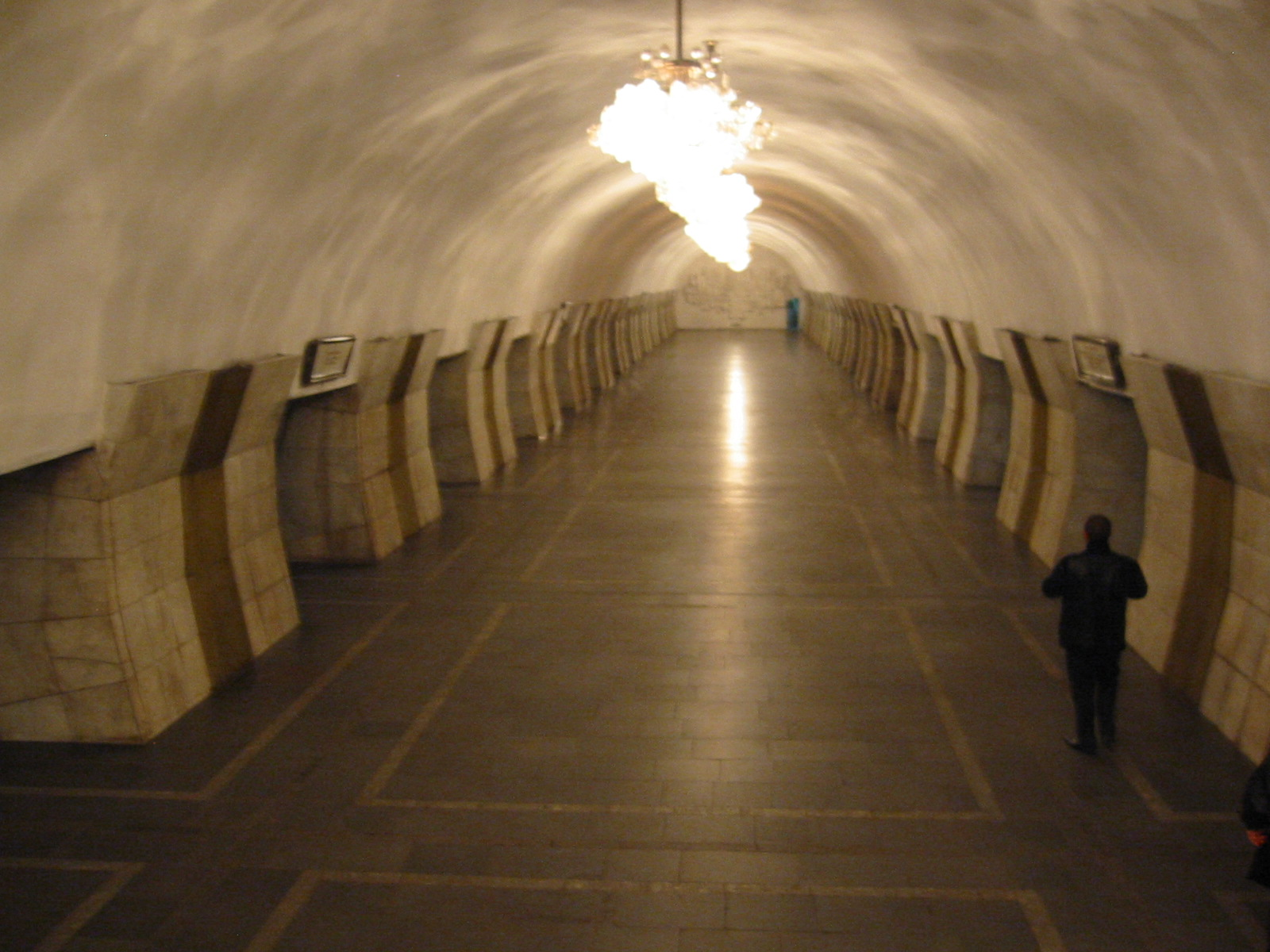
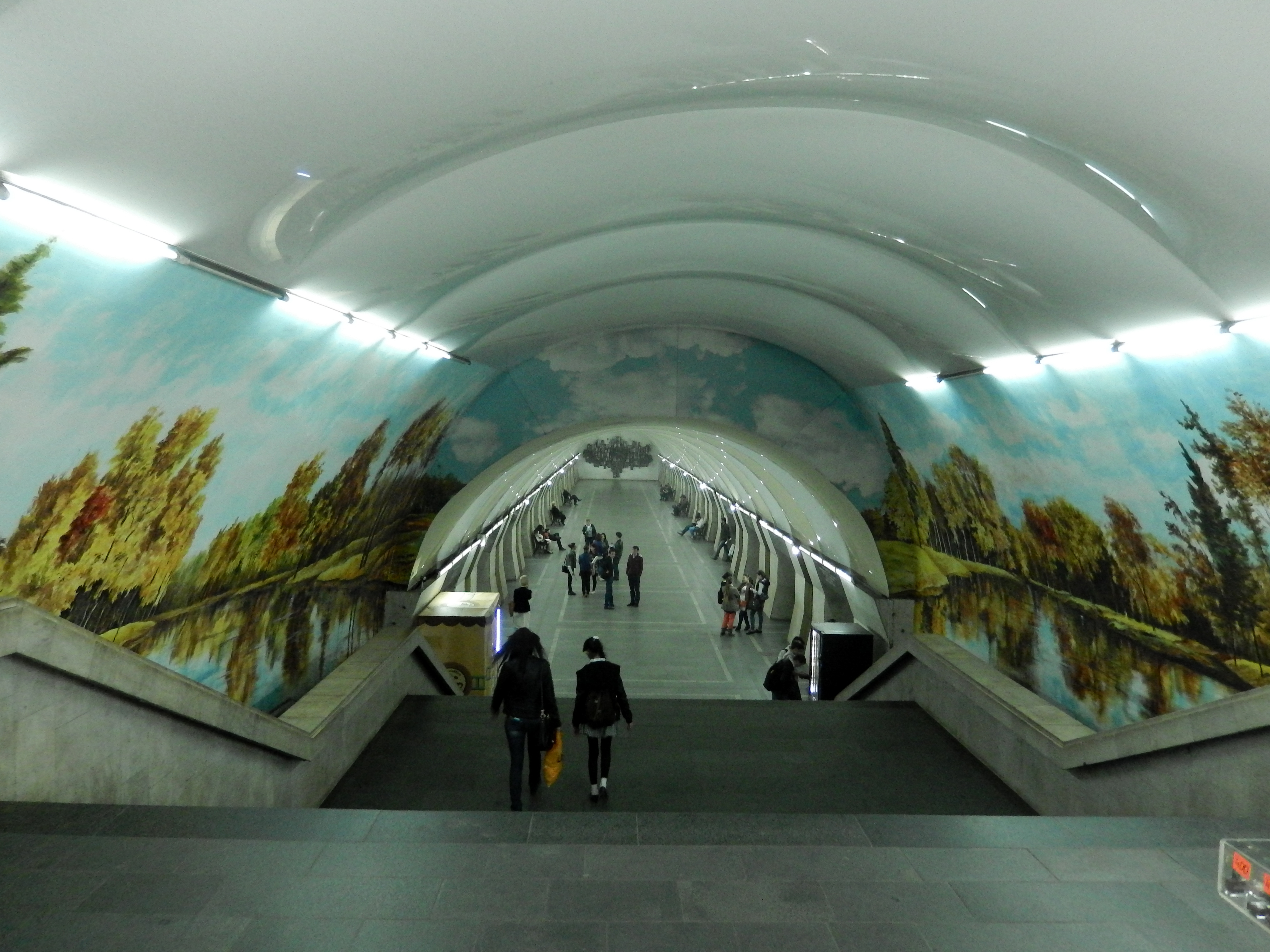